# Tibouchina decora
Tibouchina decora är en tvåhjärtbladig växtart som beskrevs av Henry Allan Gleason. Tibouchina decora ingår i släktet Tibouchina och familjen Melastomataceae. Inga underarter finns listade i Catalogue of Life.